# Stormaren
Stormaren är en sjö i Norrtälje kommun i Uppland och ingår i Skeboån-Broströmmens kustområde. Sjön har en area på 0,0505 kvadratkilometer och ligger 3 meter över havet. Stormaren ligger i Stormaren-Lillträsket, Gisslingö Natura 2000-område.

## Delavrinningsområde
Stormaren ingår i det delavrinningsområde (663422-734643) som SMHI kallar för Utloppet av Stormaren. Medelhöjden är 5 meter över havet och ytan är 0,94 kvadratkilometer. Det finns inga avrinningsområden uppströms utan avrinningsområdet är högsta punkten. Avrinningsområdets utflöde mynnar i havet.